# Tata OneCAT

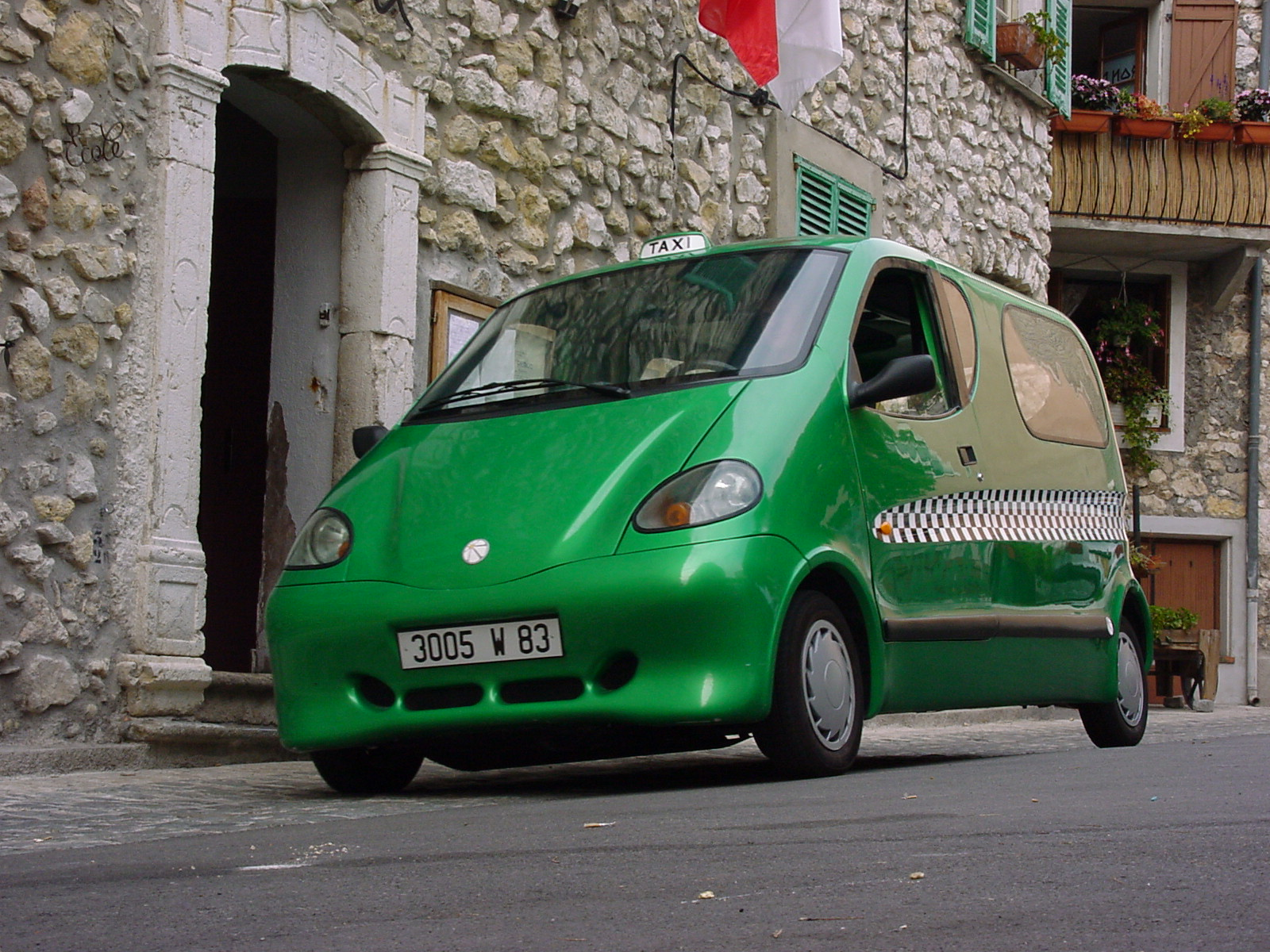
Tata/MDI OneCAT

OneCAT to samochód koncepcyjny zbudowany dzięki współpracy indyjskiej firmy Tata Motors i MDI, którego inżynier, Guy Nègre, opracował silnik pojazdu. Samochód zaprezentowano po raz pierwszy na wystawie New York International Auto Show w 2008 roku. Pojazd napędzany jest silnikiem tłokowym działającym na sprężone do 300 atmosfer powietrze. Do silnika jest ono dostarczane ze zbiorników wykonanych z włókien szklanych. Model seryjny według projektantów mógłby rozwijać prędkość do 100 km/h, a jednorazowe ładowanie - sprężanie przy pomocy kompresora możliwe do wykonania w garażu kompresorem zasilanym z sieci 230 V w czasie ok. 4 godzin - wystarczyłoby na przejechanie 200 km. Konstrukcja samochodu jest bardzo lekka (zależnie od wersji od 320 do 380 kg) dzięki użyciu sklejanej, aluminiowej ramy i karoserii z włókna szklanego. Pojazd może przewozić 3-6 osób, zależnie od wersji.